# Beloit (Kansas)
Beloit – miasto w Stanach Zjednoczonych, w stanie Kansas, siedziba administracyjna hrabstwa Mitchell.